# مارک وارکنتین
مارک وارکنتین (به انگلیسی: Mark Warkentin) (زادهٔ ۱۴ نوامبر ۱۹۷۹) شناگر اهل ایالات متحده آمریکا است.